# Regne de Gauda
El Regne de Gauda (bengali গৌড় রাজ্য, Gāur Rājya) fou un estat hindú durant el període clàssic tardà al subcontinent indi que es va originar en la regió de Bengala.

## Ubicació i extensió
El rei Shashanka (bengali শশাঙ্ক Shôshangko) és sovint acreditat com el creador de la primera entitat política separada en una Bengala unificada anomenada Gauda. Va regnar al segle vii, i alguns historiadors col·loquen el seu govern aproximadament entre 590 i 625. La seva capital fou a Karnasubarna, 9,6 quilòmetres al sud-oest de Baharampur, seu del districte de Murshidabad.
El monjo xinès, Xuanzang (Hiuen Tsang) va viatjar pel país de Karnasubarna fins a una regió d'Orissa governada per Shashanka. S'esmenta Pundravardhana com a part del regne de Gauda en alguns rècords antics.
L'evidència sembla ser discrepant amb relació a la relació de Gauda amb la regio de Rarh. Mentre Krishna Mishra (segle XI o XII), en el seu Prabodha-chandrodaya, esmenta que Gauda raixtra inclou Rarh (o Rarhpuri) i Bhurishreshthika, que identifica amb Bhurshut, als districtes de Hooghly i Howrah, la inscripció de Managoli del rei Yadava Jaitugi distingeix Lala (Rarh) de Gaula (Gauda).
Segons els escriptors jainistes dels segles xiii i xiv, Gauda va incloure Lakshmanavati en el modern districte de Malda.
Després de la seva mort, Shashanka va ser succeït pel seu fill, Manava, qui va governar el regne per vuit mesos. Gauda fou aviat dividida entre Harshavardhana i Bhaskarvarmana de Kamarupa, l'últim fins i tot va aconseguir conquerir Karnasuvarna.
Els reis Pales van ser esmentats com a Vangapatis (Senyor de Vanga) i Gaudesvara (Senyor de Gauda). Els reis Sena també es van anomenar Gaudesvara. Des de llavors Gauda i Vanga sembla noms intercanviables amb Bengala.